# Adobe Encore
Adobe Encore（アドビ アンコール）はアドビが販売しているDVD、ブルーレイディスクなどの製作を目的としたオーサリングソフトウェア。

## 商品概要
このソフトでは、あらかじめ編集された動画データや、静止画をDVD等に再生できるように編集、エンコードする作業が主な目的で、インストールされたパソコンに搭載されたDVDバーナーで、記録形DVDに市販のDVDプレーヤなどで再生できる形式に記録する。
字幕トラックやオーディオトラックを複数書き込むことができ、メニューもボタンのリンクを詳細に設定できるため、DVD Video形式の機能のほとんどをサポートしている。
このソフト自体にDVDを書き込むエンジンが搭載されているため、DVDライティングソフトを別に用意する必要はないが、ISOイメージでの書き出しをサポートしているため、好みのライティングソフトでDVDを作成することができる。
また、DLTドライブを接続することで、DLTテープに書き出したものを、DVDプレス業者に入稿することができる。
Encore CS6を最終バージョンとして開発を終了し、新たに購入したりインストールすることはできない。